# Планинарски клуб Партизан
Планинарски клуб Партизан је бивши српски планинарски клуб из Београда, који је био део ЈСД Партизан. 

## Историја
Основан је 3. марта 1950. године као један је од удружених клубова ЈСД Партизан. 
Током његове историје, Партизанови планинари били су врло активни у освајању планинских врхова широм некадашње Југославије, а походили су врхове планина и у иностранству. На домаћој сцени имали су великих успеха у оријентационим и патролним такмичењима. Први успех забележен је 1954. на другом слету планинара Србије, одржаном на Тари. У оријентационом такмичењу, Партизанови планинари освајају прво место.
Првенство Југославије освојено је први пут на Тјентишту 1955. год. на четвртом слету планинара Југославије.
Следеће 1956. на првенству Србије у смучарско-оријентационом такмичењу, одржаном на Копаонику, прво место припало је екипи Партизана.
Освајена су прва два места у првенству Србије на Црном врху 1957. године, а исте године Партизан тријумфује на првенству Црне Горе у оријентационом кросу.
Друга шампионска титула освојена је 1958. на Сутјесци, на шестом слету планинара Југославије.
Новом шампионском титулом, црно-бели су се окитили 1965. године на Мрзлици крај Трбовља. Исте године тријумфују на градском такмичењу на Авали, као и на републичком првенству одржаном на Власинском језеру.
Још једна победа однета је на првенству Србије 1966, а на савезном такмичењу, на Платку крај Ријеке, две Партизанове екипе заузимају четврто и шесто место.
На зимском првенству Србије 1967. на Копаонику, освојено је прво место. То је био један од последњих успеха црно-белих, јер већ наредне 1968. године чланство је почело да се осипа, тако да је клуб убрзо престао са радом. 

## Успеси
- Првенство Југославије (3):
  - 1955, 1958, 1965.